# Парусник Перикл
Парусник Перикл (Papilio pericles) — бабочка семейства парусников или кавалеров (лат. Papilionidae).

## Описание
Размах крыльев 70—90 мм. Основной фон крыльев чёрный. Ближе к основаниям крыльев проходит широкая вертикальная область сине-голубого цвета. Тело чёрное, грудь с напылением чешуек голубоватого цвета. Половой диморфизм отсутствует. Передние крылья самцов с черными бархатистыми андрокониальными полями, поперечная полоса синих чешуек внизу крыла — расплывчатая. Задние с напылением из сине-голубоватых пятен по внешнему краю, различной степени выраженности.

## Ареал
Тимор, Палау, Тапимбар, Тобаго, Индонезия, Филиппины, Ява, Борнео

## Кормовые растения гусениц
Гусеницы кормятся на растениях из семейства Рутовые

## Интересные факты
Парусник Перикл изображен на одной из монет серии «Бабочки Палау», вышедшей в 2008 году.